# Ross 614
Ross 614 är en dubbelstjärna i den mellersta delen av stjärnbilden Enhörningen som också har variabelbeteckningen V577 Monocerotis. Den har en skenbar magnitud av ca 11,15 och kräver ett teleskop för att kunna observeras. Baserat på parallaxmätning på ca 244 mas, beräknas den befinna sig på ett avstånd på ca 13,4 ljusår (ca 4,1 parsek) från solen. Den rör sig bort från solen med en heliocentrisk radialhastighet på ca 17 km/s.

## Historik
Primärstjärnan upptäcktes 1927 av Frank E. Ross med hjälp av 40-tums refraktorteleskopet vid Yerkesobservatoriet. Dess karaktär av dubbelstjärna upptäcktes 1936 av Dirk Reuyl med hjälp av 26-tums refraktorteleskopet från McCormick Observatory vid University of Virginia genom astrometrisk analys av fotografiska plåtar. År 1951 gjorde Sarah L. Lippincott de första någorlunda exakta förutsägelserna om följeslagarens position med hjälp av 24-tums refraktorteleskopet vid Sproulobservatoriet. Dessa beräkningar användes av Walter Baade för att hitta och optiskt lösa upp dubbelstjärnan för första gången med hjälp av det då nya 5-meters Haleteleskopet vid Palomarobservatoriet i Kalifornien.

## Egenskaper

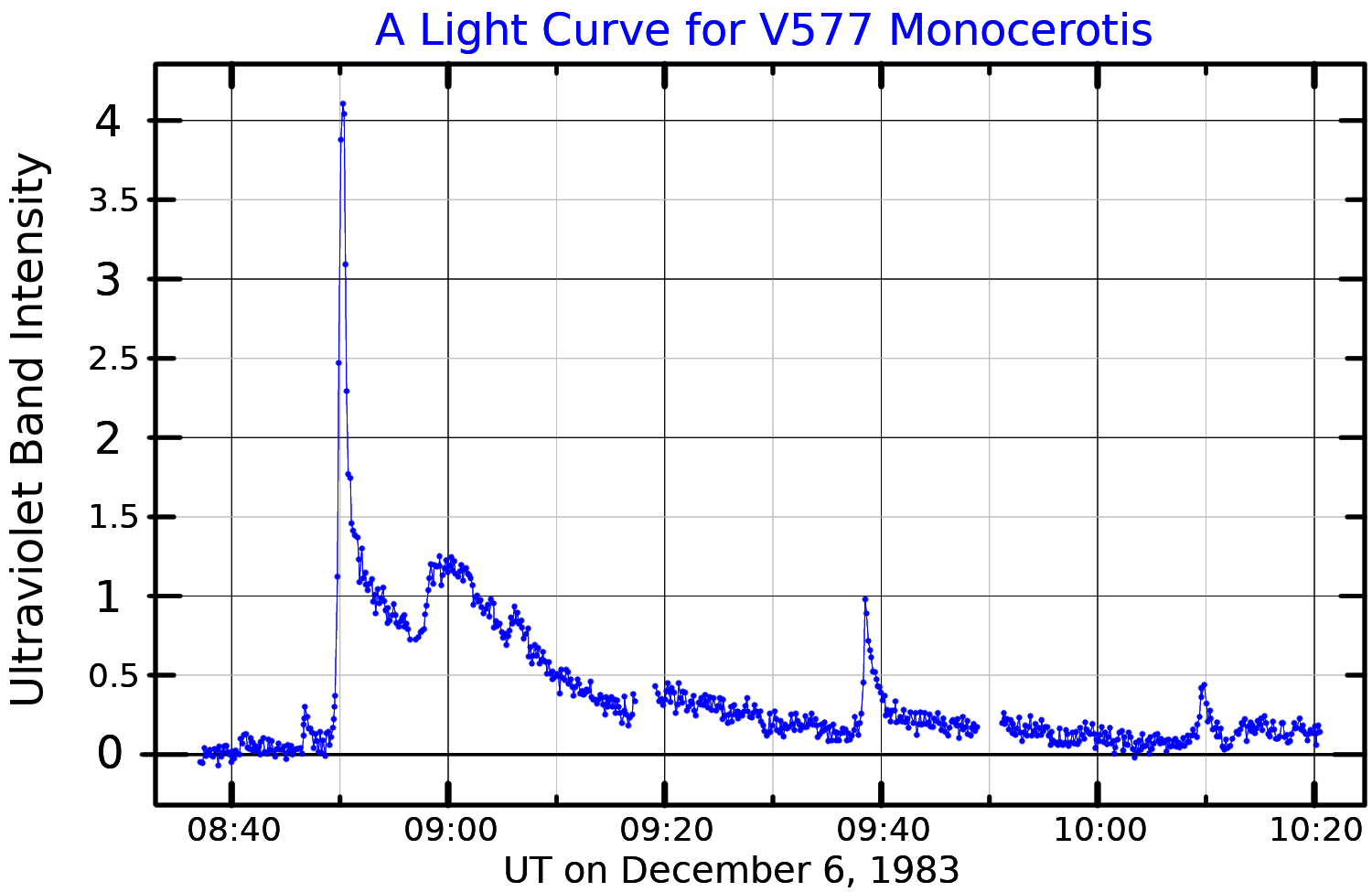
En ultraviolett bandljuskurva för V577 Monocerotis som visar flera utbrott, anpassad från Pettersen and Sundland (1991)

Primärstjärnan Ross 614 A är en röd dvärgstjärna i huvudserien av spektralklass M4.5 V och är en flarestjärna av UV Ceti-typ. Den har en massa som är ca 0,22 solmassa, en radie som är ca 0,06 solradie och har en effektiv temperatur av ca 3 500 K.
Dubbelstjärnan Ross 614 består av två snävt åtskilda röda dvärgar med låg massa. Följeslagaren är en svag stjärna av magnitud 14 som överglänses av den närliggande primärstjärnan. Den senaste bestämningen av stjärnparets omloppselement kommer från en studie av George Gatewood baserat på äldre källor tillsammans med data från Hipparcos-uppdraget. Denna studie gav en omloppsperiod på ca 16,6 år och en halv storaxel på ca 1,1 bågsekund (2,4–5,3 AE).